# Trebendorf (Sasko)
Trebendorf (hornolužickosrbsky Trjebin) je obec v Horní Lužici v německé spolkové zemi Sasko. Nachází se v zemském okrese Zhořelec a má 709 obyvatel.

## Geografie
Trebendorf leží poblíž hranice Horní a Dolní Lužice a zároveň Saska s Braniborskem na severozápadním okraji Mužakovského vřesoviště. Jihozápadní částí obce protéká řeka Spréva, na severovýchod zasahuje rekultivační jezero Halbendorfer See. Obcí prochází železniční trať Berlín – Görlitz. Část obce zaujímá hnědouhelný lom Nochten.

## Historie
Ves je poprvé písemně zmiňována roku 1382 jako Trebindorf. Roku 1999 se k Trebendorfu připojila do té doby samostatná obec Mühlrose.

## Správní členění
Trebendorf se dělí na 2 místní části:
- Mühlrose
- Trebendorf

## Pamětihodnosti
- Schusterhof v novém centru Trebendorfu
- památník obětem první světové války